# Barrage de Hwacheon
Le barrage de Hwacheon est un barrage-poids en béton sur le Bukhangang construit entre 1939 et 1944 dans le Gangwon dans l'actuelle Corée du Sud.

## Histoire
Le barrage a été construit pendant la Seconde Guerre mondiale sous l'autorité des Japonais qui avaient annexé la Corée. La compagnie d'hydroélectricité du fleuve Han entreprend la construction en juillet 1939, le barrage est fini en octobre 1944. Le premier générateur de la centrale est mis en service avant la fin des travaux en mai 44, le deuxième en octobre 44. Ce n'est qu'en 1957 et en 1968 que les deux derniers générateurs ont été installés. Il appartient actuellement à KHNP, une filiale de KEPCO.
Situé au nord du 38e parallèle, le barrage a été placé dans la zone communiste après l'indépendance en aout 1945. Pendant la guerre de Corée, son importance stratégique était reconnue, aussi bien à cause de sa capacité de production d'électricité que pour la possibilité de provoquer des inondations en aval. En avril-mai 1951, il a été le théâtre d'importants combats. À la suite d'un bombardement aérien, l'aviation américaine parvient finalement à neutraliser le barrage en endommageant les vannes du déversoir. 

## Structure

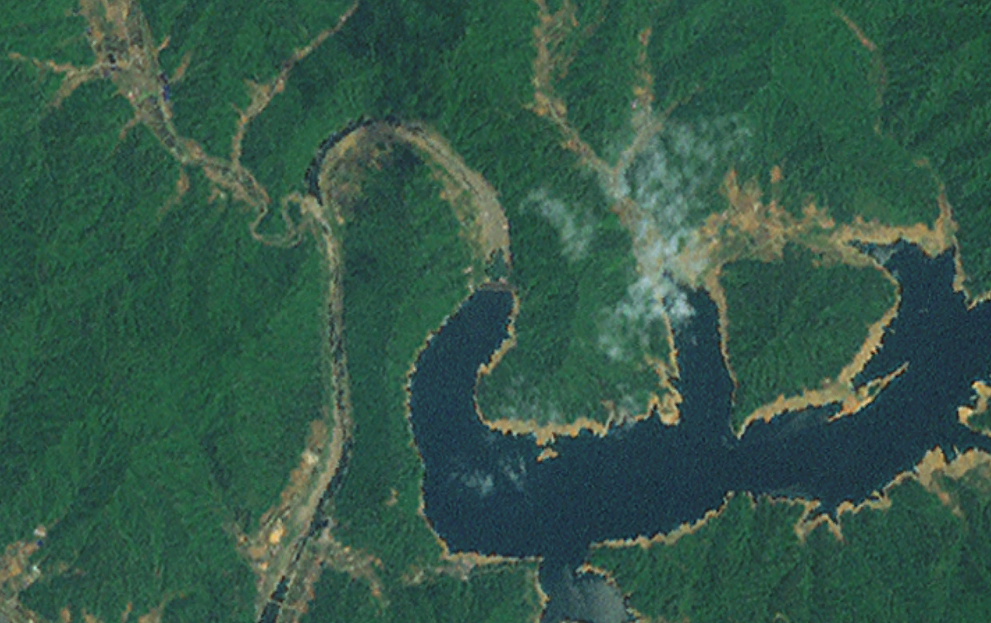
Le barrage de l'espace. Image NASA Landsat.

C'est un barrage-poids en béton haut de 78 mètres et long de 435 mètres. Le déversoir est contrôlé par 16 vannes et a une capacité maximale de 5428 m³/s. La centrale électrique est située à 2,5 km au sud-ouest du barrage. Elle contient quatre générateurs à turbine de 27 MW et a une charge effective de 74,5 mètres. 38° 05′ 56″ N, 127° 45′ 44″ E

## Lac de retenue

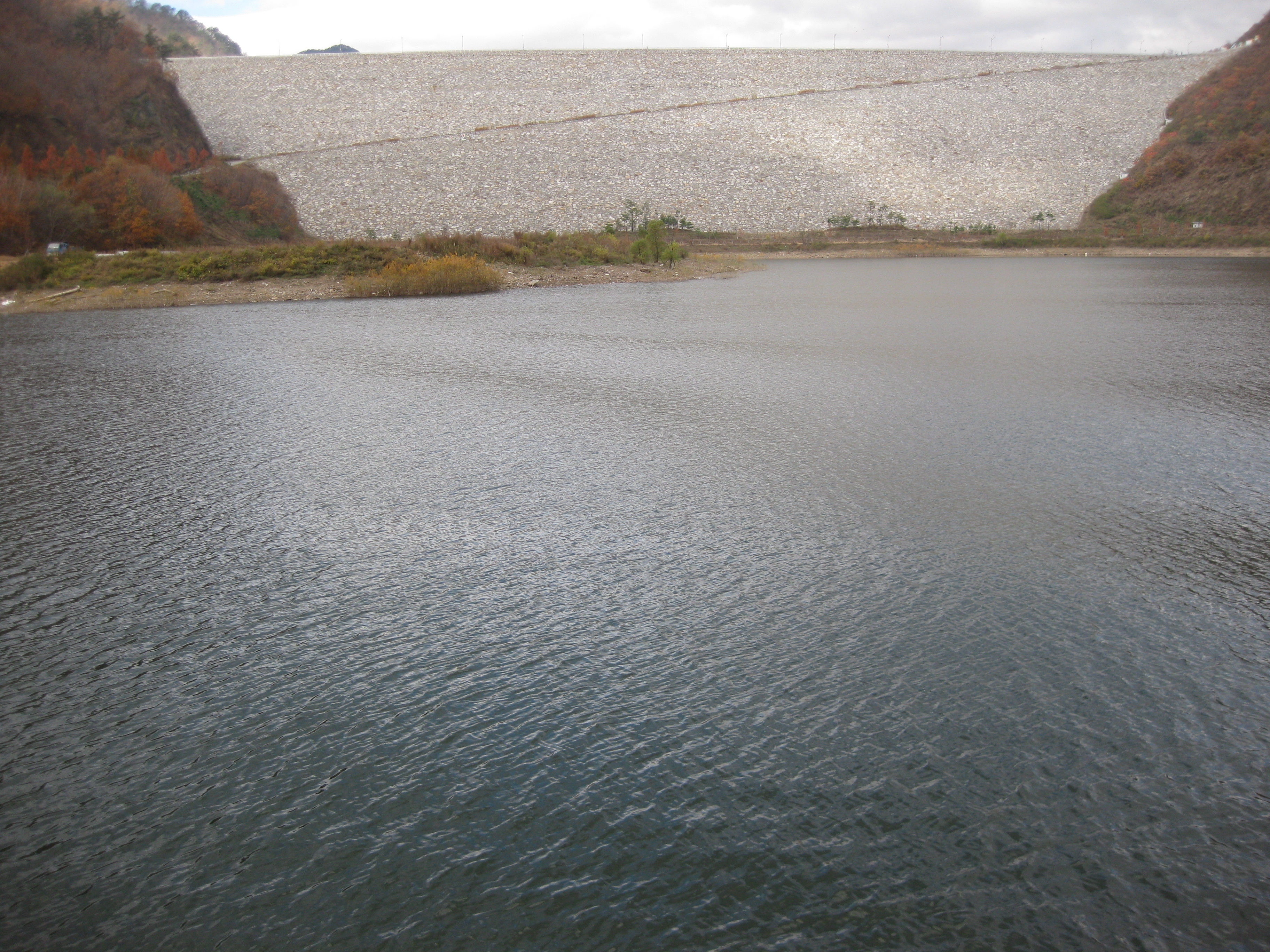
L'extrémité nord du Paroho au pied du barrage de la paix

Le lac de retenue est appelé Paroho (파로호, lac Paro), un nom donné par le président Syngman Rhee pour commémorer la défaite de l'armée chinoise sur ses rives. Celui-ci s'y est fait construire un cottage en 1955. 
Il retient 1018 Mm³ d'eau dont 809 Mm³ se laissent réguler et 213 Mm³ sont utilisés pour le contrôle des inondations. Son bassin versant est de 3901 km². Le lac s'étend sur une surface de 38,9 km² en deux longues branches, la principale s'enfilant le long de la vallée du Bukhan jusqu'à proximité de la zone démilitarisée et l'autre remontant la vallée d'un affluent jusqu'à Yanggu. À cet endroit, une ile artificielle ayant la forme de la péninsule coréenne a été construite. Un deuxième objectif était de créer ainsi une zone humide favorisant l'amélioration de la qualité de l'eau. Le lac est très poissonneux (poisson mandarin, carassin, poisson-chat, …) et est apprécié des pêcheurs.
Le lac Paro recouvre les 20 dolmens du néolithique qui se trouvaient dans la plaine d'Hamchunbeol. En 1987, le niveau de l'eau a été abaissé pour permettre la construction du barrage de la paix. À cette occasion, des fouilles ont permis de découvrir à Sangmuryeong-ri 4000 objets âgés de 100 000 ans. 